# Докучная сказка

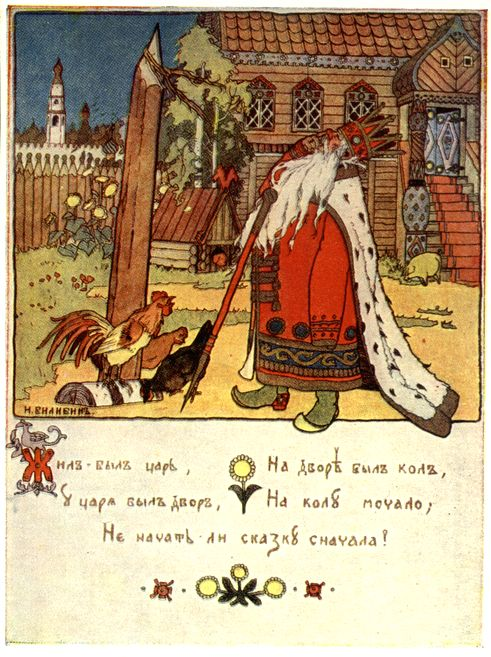

Докучная сказка — сказка, в которой многократно повторяется один и тот же фрагмент текста. Такая сказка похожа на цепь с большим количеством повторяющихся звеньев, количество которых зависит только от воли исполнителя или слушателя. Звенья могут скрепляться при помощи специальной фразы «не начать ли сказочку сначала», после которой фрагмент повторяется вновь и вновь. В некоторых из докучных сказок рассказчик задаёт вопрос, на который слушатель обязательно должен дать ответ, который и используется для очередного повтора сказочки. Сюжет сказочки не развивается, связующий вопрос вызывает у слушателя только недоумение и досаду.
По словам Андрея Синявского, докучные сказки, как и небывальщины, представляют собою пародию на подлинную волшебную сказку. Различие между ними состоит в том, что в небывальщине «доведено до абсурда само содержание сказки с её тяготением к чудесному и сверхъестественному»; докучная же сказка доводит до бессмыслицы принцип связанности и протяжённости сказки: «от сказки остается лишь пустая форма: цепочка слов, свернутая кольцом, растянутая в дурную бесконечность».

## Известные примеры

### У попа была собака
Русская народная сказка-песня «У попа была собака…» — игра с «бесконечным спуском», представляющая собой пример рекурсии.

У попа была собака,

Он её любил,

Она съела кусок мяса,

Он её убил.

В землю закопал

И надпись написал:

 У попа была собака,

 Он её любил,

 Она съела кусок мяса,

 Он её убил.

 В землю закопал

 И надпись написал: …

### Летел ворон
Летел ворон

Сел на колоду

Да бух в воду.

Уж он мок, мок, мок,

Уж он кис, кис, кис.

Вымок, выкис, вылез, высох.

Сел на колоду

Да бух в воду…

### Ворона сохнет — ворона мокнет
Шел я лесом, вижу мост, под мостом ворона мокнет.

Взял ее за хвост, положил на мост, пускай ворона сохнет.

Шел я лесом, вижу мост, на мосту ворона сохнет.

Взял ее за хвост, положил под мост, пускай ворона мокнет.

Шел я лесом, вижу мост, под мостом ворона мокнет...

### Купи слона
Многократно повторяющийся один и тот же фрагмент текста фигурирует в известном однообразном предложении «купить слона». Основная цель такой словесной «игры» — каждый раз, используя ответ собеседника, вновь предлагать ему купить слона.
Пример типичного диалога:

— Купи слона!

— Зачем мне слон?

— Все спрашивают «зачем мне слон», а ты купи слона.

— Отстань!

— Все говорят «отстань», а ты купи слона.

### Сказка про белого бычка
Сказка про белого бычка — русская поговорка, которая означает длинную, бесконечную историю (при этом часто занудную). Относится к категории докучных сказок.

— Сказать ли тебе сказку про белого бычка?
— Скажи.
— Ты скажи, да я скажи, да сказать ли тебе сказку про белого бычка?
— Скажи.
— Ты скажи, да я скажи, да чего у вас будет, да докуль это будет! Сказать ли тебе сказку про белого бычка?
— Скажи…

### Сказка про кол и мочало
Жил-был царь. У царя был двор. На дворе был кол. На колу — мочало.

Не начать ли сказку сначала?

### Сказка про кожух
— Мы с тобой шли?

— Шли.

— Кожух нашли?

— Нашли.

— Я тебе его дал?

— Дал.

— Ты его взял?

— Взял.

— И где же он?

— Кто?

— Кожух.

— Какой?

— Как это какой? Мы с тобой шли?..

### Про малого
Эй, малой, скажи малому, пусть малой малому скажет, пусть малой всё перескажет. Перескажет той малой, что потом малой расскажет, чтобы та малой сказала, чтоб малому приказала: «Эй, малой, скажи малому, пусть…..»

### Десять поросят
Десять поросят пошли купаться в море!
Десять поросят резвились на просторе!
Один из них утоп!!!
Ему купили гроб!!!
И вот вам результат!!!
Девять поросят пошли купаться в море!
Девять поросят резвились на просторе!
Один из них утоп!!!
Ему купили гроб!!!
И вот вам результат!!!
Восемь поросят пошли купаться в море!
Восемь поросят резвились на просторе!
Один из них утоп!!!
Ему купили гроб!!!
И вот вам результат!!!
Семь поросят пошли купаться в море!
Семь поросят резвились на просторе!
Один из них утоп!!!
Ему купили гроб!!!
И вот вам результат!!!
Шесть поросят пошли купаться в море!
Шесть поросят резвились на просторе!
Один из них утоп!!!
Ему купили гроб!!!
И вот вам результат!!!
Пять поросят пошли купаться в море!
Пять поросят резвились на просторе!
Один из них утоп!!!
Ему купили гроб!!!
И вот вам результат!!!
Четыре поросёнка пошли купаться в море!
Четыре поросёнка резвились на просторе!
Один из них утоп!!!
Ему купили гроб!!!
И вот вам результат!!!
Три поросёнка пошли купаться в море!
Три поросёнка резвились на просторе!
Один из них утоп!!!
Ему купили гроб!!!
И вот вам результат!!!
Два поросёнка пошли купаться в море!
Два поросёнка резвились на просторе!
Один из них утоп!!!
Ему купили гроб!!!
И вот вам результат!!!
Один поросёнок пошёл купаться в море!
Один поросёнок резвился на просторе!
Он встретил там свинью
Завёл он с ней семью
И вот вам результат!!!
Десять поросят пошли купаться в море!

Десять поросят резвились на просторе!